# Список українських науковців, що загинули внаслідок російської агресії в Україні
Список включає українських науковців, що загинули внаслідок російської агресії в Україні.
На кінець липня 2025 року встановлено імена щонайменше 162 українського науковця, які загинули в повномасштабній російсько-українській війні з 24 лютого 2022 року. Ще 5 науковців загинули в період АТО під час гібридного етапу російсько-української війни на сході України та Криму (2014—2022). Список складений на основі списку, який зібрала Христина Семерин для лекції в Університеті Аугсбурга (Німеччина) у травні 2023 року.

## Науковці, які загинули під час повномасштабного вторгнення
1. Олексій Аврамчук, науковий співробітник кафедри таксації лісу та лісового менеджменту (Національний університет біоресурсів і природокористування України), військовий. Загинув на Авдіївському напрямку 5 лютого 2024 року, а підтвердження з'явилося 30 серпня.
2. Олег Амосов, доктор економічних наук, заслужений діяч науки і техніки України (Харківський національний університет імені Василя Каразіна). Загинув після російського обстрілу Харкова.
3. Анатолій Антонов, учасник Революції гідності, військовий, офіцер, аспірант кафедри технології машинобудування, верстатів та інструментів (Сумський державний університет). Загинув на Чернігівщині.
4. Денис Антіпов, викладач корейської мови, військовий, офіцер (Київський національний університет імені Тараса Шевченка). Загинув під час артилерійського обстрілу на Харківщині.
5. Андрій Бабінський, військовий, бойовий медик, біохімік (кілька років працював в Інституті біохімії імені Олександра Палладіна НАН України). Загинув на Запоріжчині від російського обстрілу касетними боєприпасами.
6. Тарас Багай, доцент кафедри тваринництва і кормовиробництва, військовий (гранатометник) (Львівський національний університет природокористування). Загинув 22 червня 2024 року біля села Урожайне на Донеччині.
7. Барна Олег Степанович, асистент катедри історії України, археології та спеціальних галузей історичних наук Тернопільського національного педагогічного університету імені Володимира Гнатюка[1]. Загинув 17 квітня 2023 року під Вугледаром від поранення в шию під час штурму позицій ворога.
8. Сергій Барчан, військовий, співробітник відділу телекомунікацій та грід-технології (Інститут радіофізики та електроніки імені Олександра Усикова НАН України). Загинув на Донеччині.
9. Олександр Безуглий, військовий, кандидат наук з держуправління, доцент (Харківський національний університет імені Василя Каразіна). Загинув у Харкові від російського ракетного удару.
10. Анатолій Берестовий, професор кафедри автомобільного транспорту (Приазовський державний технічний університет). Помер 11 квітня 2022 року в окупованому Маріуполі через відсутність медичної допомоги.
11. Ігор Білевич, військовий, сержант, кандидат педагогічних наук, доцент (Глухівський національний педагогічний університет). Загинув на Донеччині, рятуючи побратима.
12. Микита Білостоцький, історик, військовий, викладач (Харківський національний університет будівництва й архітектури). Загинув у боях під Вугледаром на Донеччині.
13. Андрій Бойко, аспірант (Університет Короля Данила). Командир стрілецького взводу 102-ї окремої бригади імені Дмитра Вітовського, загинув 6 квітня 2023 року біля Запоріжжя.
14. Микола Бондаревський, кандидат ветеринарних наук, викладач (Харківська державна зооветакадемія). Загинув у перші дні війни в Дергачах на Харківщині.
15. Любомир Бордун, викладач, військовий (Київський національний університет імені Тараса Шевченка). Загинув на Бахмутському напрямку.
16. Денис Борисов, археолог (Національний заповідник «Софія Київська»), військовий.
17. Сергій Бутенко, військовий 68-ї окремої єгерської бригади імені Олекси Довбуша, аспірант другого року навчання кафедри органічної хімії (Львівський національний університет імені Івана Франка).
18. Юлія Ващенко, кандидатка технічних наук, викладачка, завідувачка кафедри технологій фешн-бізнесу, авторка патентів у галузі швейних виробів для дітей з церебральним паралічем (Київський фаховий коледж прикладних наук). Росіяни розстріляли її з чоловіком в автомобілі у Броварському районі на Київщині.
19. Василь Вдовін, провідний інженер відділу біомедичної хімії, військовий, випускник аспірантури, мав захищати дисертацію (Інститут молекулярної біології і генетики НАН України). Загинув під Новолуганським.
20. Павло Вінничук, кандидат медичних наук, отоларинголог, хірург, провідний науковий співробітник, виконувач обов'язків керівника відділу ЛОР-патології дитячого віку (Інститут отоларингології імені Олексія Коломійченка НАМН України). 68-річного Павла Вінничука російські окупанти розстріляли 4 березня 2022 року в селі Вишеград на Київщині[2].
21. Олег Воробйов, кандидат фізико-математичних наук, військовий, офіцер, фізик (Інститут фізики конденсованих систем НАН України). Загинув під час ракетного удару.
22. Марко Вуянко, військовий, аспірант (Прикарпатський національний університет імені Василя Стефаника), якийсь час був науковим співробітником військово-історичного музею «Герої Дніпра». Загинув 30 квітня 2024 на бойовому завданні.
23. Володимир Гагарін, кандидат технічних наук, доцент кафедри наноінженерії в галузевому машинобудуванні (Приазовський державний технічний університет). Виїхав із блокадного Маріуполя, став військовим Збройних Сил. Загинув 19 лютого 2023 на фронті на Донеччині.
24. Микола Гаєвой, історик, аспірант (Український католицький університет), військовий 95-ї окремої десантно-штурмової бригади. Загинув на Курському напрямку 27 серпня 2024 року.
25. Ігор Галкін, матеріалознавець, військовий (Інститут монокристалів НАН України). Брав участь у боях на Харківщині, звільненні Балаклії та Ізюма, був двічі поранений. Загинув біля Кремінної на Луганщині.
26. Олексій Гальонка професор, доцент, кандидат педагогічних наук, викладач Чернігівського обласного інституту післядипломної педагогічної освіти, загинув 3 січня 2025 року від осколкових поранень внаслідок ракетного удару по Чернігову.
27. Андрій Гальчус, військовий лінгвіст, підполковник (Київський національний університет імені Тараса Шевченка).
28. Леонід Гамбаров, науковець, доктор технічних наук, альпініст (Інститут інформатики та управління НАН України). Загинув під час російського обстрілу міста Дергачі на Харківщині.
29. Михайло Гамкало, ґрунтознавець, кандидат географічних наук (Львівський національний університет імені Івана Франка).
30. Дмитро Ганжа, молодший науковий співробітник (Львівська національна галерея мистецтв імені Б. Г. Возницького), воїн Львівської 125-ї бригади ТРО.
31. Сергій Ганжа, електроінженер, старший викладач (Східноукраїнський національний університет імені Володимира Даля).
32. Володимир Гижа, багаторічний співробітник кафедри електричних мереж та систем (Національний технічний університет України «Київський політехнічний інститут імені Ігоря Сікорського»).
33. Роман Головатюк, військовий, аспірант спеціальності 201 «Агрономія» (Подільський державний університет). Загинув на фронті 29 серпня 2024 року.
34. Віктор Гончарук, кандидат педагогічних наук, військовий (Житомирський державний університет імені Івана Франка). Загинув 28 квітня 2022 року під час виконання бойового завдання під Харковом.
35. Анатолій Горбаченко, аспірант (Вінницький національний аграрний університет). Загинув 28 серпня 2022 року в селі Піски біля Донецька.
36. Володимир Градусов, професор кафедри олімпійського та професійного спорту (Харківська державна академія фізичної культури). Загинув на фронті 1 березня 2022 року.
37. Євген Гулевич, культуролог, військовий (Львів). Загинув під Бахмутом.
38. Юрій Дадак (Руф), кандидат технічних наук, військовий, поет, видавець, громадський діяч (Львів). Працював доцентом кафедри технологій лісопиляння, столярних і дерев'яних будівельних виробів (Національний лісотехнічний університет України). Воював добровольцем у 24-й бригаді Короля Данила ЗСУ. Загинув від мінометного обстрілу 1 квітня 2022 року.
39. Юрій Джус, випускник аспірантури на кафедрі всесвітньої історії (Прикарпатський національний університет імені Василя Стефаника). Загинув першого квітня 2023 на Луганщині.
40. Євген Діденко, військовий, старший викладач кафедри моделювання систем і технологій факультету комп'ютерних наук (Харківський національний університет імені Василя Каразіна). Загинув на бойовому завданні.
41. Сергій Довгань, музеєзнавець, етнограф, військовий, директор музею (Музей-архів народної культури Українського Полісся).
42. Євдокімова Галина, завідувачка лабораторії кафедри туризму (Приазовський державний технічний університет). Загинула 20 березня 2022 року вдома в Маріуполі під час обстрілу.
43. Юрій Єсипенко, фахівець у сфері ядерної енергетики, викладач, очільник Центрального інспекційного відділу, державний інспектор (Державна інспекція ядерного регулювання; викладав у Навчально-науковому центрі радіаційної безпеки Київського національного університету; більше 10 років працював у ДП «Державний науково-технічний центр з ядерної та радіаційної безпеки»). Військовий-доброволець, загинув у бою 26 січня 2023 року.
44. Ігор Жежеленко, доктор технічних наук, професор (Маріуполь). Загинув в окупованому Маріуполі через відсутність медичної допомоги.
45. Єгор Желнін, доцент кафедри стоматології, військовий, капітан медичної служби (Харківський національний університет імені Василя Каразіна)
46. Андрій Жидков, кандидат технічних наук, доцент, військовий (Сєвєродонецьк). Загинув унаслідок російського обстрілу «Градами».
47. В'ячеслав Зайцев, історик, археолог, військовий, сержант (Національний заповідник «Хортиця»). Загинув на Донецькому напрямку.
48. Сергій Зайцев, історик, військовий, офіцер, аспірант (Львівський національний університет імені Івана Франка). Загинув під Бахмутом.
49. Микола Заманов, фізик, аспірант, мав захищати дисертацію (Інститут фізики плазми Національного наукового центру «Харківський фізико-технічний інститут»). Загинув під час артилерійського обстрілу смт Печеніги на Харківщині.
50. Ігор Зима, доктор біологічних наук. ННЦ «Інститут біології та медицини», керівник команди сервісу Інтегративна ЕЕГ. Керував науковою групою, що займається дослідженнями в галузі нейро- та психофізіології. Загинув унаслідок атаки російських дронів на Київ 1 січня 2025 року у своїй квартирі в Печерському районі. Разом з ним загинула і його дружина, докторка біологічних наук Олеся Сокур[3].
51. Ксенія Іванова, імунологиня, аспірантка (Запорізький національний університет). Загинула з усією сім'єю: мамою, батьком і молодшим братом внаслідок російського ракетного удару по Запоріжжю.
52. Павло Іванчов, український онколог, доктор медичних та економічних наук, професор, академік УАН, заслужений лікар України, лауреат Національної премії України імені Патона в галузі науки та техніки, президент Української асоціації доказової хірургії. Загинув разом зі своєю дружиною, журналісткою Укрінформу, авторкою та ведучою проєкту «Нація непереможних» Тетяною Кулик після влучання в спальню іхнбого будинку в Крюківщині російського беспілотника[4].
53. Володимир Іпатов, бойовий медик, капітан, викладач кафедри соціальної медицини та організації охорони здоров'я (Вінницький національний медичний університет імені Миколи Пирогова). Загинув 23 березня 2023 року під Бахмутом під час евакуації поранених.
54. Малік Ісламов, кандидат ветеринарних наук, викладач, ветеринарний лікар (раніше Одеський державний аграрний університет; працював ув Одеській регіональній службі державного ветеринарно-санітарного контролю та нагляду на державному кордоні України). Загинув 29-го квітня 2024-го року під час ракетного обстрілу Одеси.
55. Ігор Карчевський, кандидат психологічних наук, полковник (викладав у Національному університеті «Острозька академія»).
56. Олександр Кислюк, історик, перекладач (Національний педагогічний університет імені Михайла Драгоманова). Росіяни розстріляли науковця в Ірпені під час окупації Київщини.
57. Василь Кладько, фізик (Інститут фізики напівпровідників імені Вадима Лашкарьова НАН України). Росіяни розстріляли науковця у Ворзелі під час окупації Київщини.
58. Олексій Коваленко, підполковник, старший викладач (Житомирський військовий інститут імені Сергія Корольова).
59. Юрій Коваленко, кандидат історичних наук, археолог, військовий, штаб-сержант (Національний заповідник «Глухів»). Загинув у боях на Луганщині.
60. Олег Козак, літературознавець (Інститут літератури імені Тараса Шевченка НАН України). Загинув 12 березня 2022 р. після евакуації з окупованого села Березівка Бучанського району Київської області разом зі своїм неповнолітнім сином Ярославом[5].
61. Олексій Козачек, агроеколог, генеральний директор ТОВ «ГІК» Кадастр", землевпорядник, експерт з оцінки землі, асистент кафедри геоекології і землеустрою Таврійського Державного агротехнологічного університету імені Дмитра Моторного, командир відділення протитанкового артилерійського дивізіону, що протидіяв танковому наступу окупантів на Запоріжжі. Загинув 15 грудня 2022 року[6].
62. Володимир Козловський, еколог, ґрунтознавець, кандидат біологічних наук, військовий, старший науковий співробітник (Інститут екології Карпат НАН України). Загинув 19 червня 2023 року на бойовому завданні біля села Ямполівка на Донеччині.
63. Валентина Концева, кандидатка економічних наук, професорка кафедри «Фінанси, облік та аудит» (Національний транспортний університет).
64. Володимир Корень, випускник аспірантури, військовий, дослідник лісових пожеж (Національний університет біоресурсів і природокористування України). Загинув 7 лютого 2025 року під час виконання бойового завдання поблизу Покровська.
65. Світлана Кормільцина, старша викладачка (Національний університет «Чернігівська політехніка»). Загинула під час російського ракетного удару по центру Чернігова.
66. Євген Коростельов, аспірант (Дніпровський державний аграрно-економічний університет). Волонтер, 9 березня 2022 року підірвався в машині на міні біля Гуляйполя.
67. Олександр Корсун, хімік, старший викладач (Харківський національний університет імені Василя Каразіна). Загинув під час обстрілу Харкова.
68. Юрій Костик, історик, викладач, військовий (Львів). Викладав у Львівському національному медичному університеті імені Данила Галицького, був співробітником Львівської національної наукової бібліотеки імені Василя Стефаника. Загинув на фронті.
69. Андрій Кравченко, кандидат технічних наук, інженер наукової групи ННІ високих технологій (Київський національний університет імені Тараса Шевченка), науковий співробітник відділу квантової хімії та хімічної фізики наносистем (Інститут хімії поверхні імені Чуйка НАН України). Військовий, ветеран боїв у Дебальцевому. Загинув 3 квітня 2022 року біля Броварів на Київщині.
70. Микола Кравченко, історик, кандидат історичних наук, військовий (Харків). Загинув 14 березня 2022 року внаслідок російського обстрілу «Градом» з колегою Сергієм Машовцем під час супроводу іноземних журналістів у селі Горенка на Київщині.
71. Сергій Кравченко, архітектор, доктор архітектури, військовий (Харків). Батько Миколи Кравченка, загинув за два тижні до смерті сина під час оборони Харкова.
72. Анатолій Кравчук, старший викладач факультету післядипломної освіти Військового інституту Київського національного університету імені Тараса Шевченка, полковник Збройних Сил України. Загинув 26 лютого 2022 року під час виконання бойового завдання.
73. Сергій Крівенко, доктор наук, доцент кафедри металургії чорних металів (Приазовський державний технічний університет). Загинув 28 березня 2022 року в обстрілі Маріуполя. Перед загибеллю захистив докторську дисертацію. Спочатку був похований у дворі, й окупанти не допускали рідних до могили. (Інформацію записала в.о. ректорки Олена Хаджинова зі слів сестри Ольги Крівенко на прохання Світлани Галати).
74. Богдан Кріль, кандидат технічних наук, викладач, доцент кафедри автоматизації та комп'ютерно-інтегрованих технологій (Національний університет «Львівська політехніка»). Помер 2 жовтня 2024 року через поранення, яких зазнав під час російської ракетної атаки на Львів 4 вересня того ж року.
75. Любомир Крупа, кандидат історичних наук, доцент, проректор із виховної роботи (ПВНЗ «Тернопільський комерційний інститут»), викладач (Тернопільська вища духовна семінарія імені Патріарха Йосифа Сліпого). Загинув у бою 23 березня 2023 року на Харківщині.
76. Іван Кузьмінський, музикознавець, кандидат мистецтвознавства, військовий (Національна музична академія України). Загинув у боях на Луганщині.
77. Інна Кулик (Гемма) (Інститут експериментальної і клінічної ветеринарної медицини). Загинула 3 квітня 2022 року під час ракетного обстрілу Харкова.
78. Ілона Куровська, докторка юридичних наук (Київ). Волонтерка, померла після підриву на мінах у Бучі.
79. Василь Лаврись, асистент кафедри іноземних мов для природничих факультетів (Львівський національний університет імені Івана Франка). Герой загинув під час бойового завдання 8 вересня 2024 року на Курщині.
80. Ліхтер Микола Іванович, кандидат сільськогосподарських наук, доцентом, завідувач навчально-науково-виробничої лабораторії технологій виробництва продукції птахівництва кафедри ТПСВ НУБіП. Загинув 25 травня 2025 року в селі Мархалівка Фастівського району Київської області внаслідок масштабного комбінованого повітряного удару ворога по Київщині[7].
81. Олена Лисецька, асистентка кафедри фізичного виховання, спорту та здоров'я людини (Маріупольський державний університет). Загинула в окупованому Маріуполі в березні 2022 року, стояла в черзі, коли почався обстріл.
82. Леонід Лобойко, доктор юридичних наук, суддя Верховного Суду України. Загинув від удару дрона 28 вересня 2024 року в Козачій Лопані на Харківщині, розвозячи гуманітарну допомогу.
83. Олександр Логвін, військовий, розвідник десантно-штурмових військ, аспірант кафедри економіки підприємства (Кам'янець-Подільський національний університет імені Івана Огієнка).
84. Наталія Лоскутова, викладачка, доцентка кафедри німецької та французької філології (Маріупольський державний університет). Загинула в окупованому Маріуполі, в черзі по воду, коли почався обстріл.
85. Віталій Лутченко, мікробіолог, кандидат біологічних наук, військовий (Інститут мікробіології та вірусології імені Данила Заболотного НАН України).
86. Юрій Лущай, історик, військовий-доброволець, фахівець із історії Русі, адміністратор російськомовної Вікіпедії (Краматорськ). Загинув біля села Іванівське, під Бахмутом на Донеччині 28 березня 2024 року.
87. Микола Майорчак, археолог, військовий (Львів). Аспірант Інституту українознавства імені Івана Крип'якевича НАН України. Загинув 2 червня поблизу Бахмута[8].
88. Сергій Максимов, викладач (Політехнічний фаховий коледж Криворізького національного університету). Загинув 7 лютого 2024 року в бою.
89. Володимир Макогон, кандидат геологічних наук, геолог, військовий, науковий співробітник (Національний університет «Полтавська політехніка імені Юрія Кондратюка»). Один із найкращих знавців нафтогазоносності Дніпровсько-Донецької западини. Загинув на фронті 6 грудня 2022 року.
90. Олександр Максимішин, медик, військовий (Інститут травматології та ортопедії НАМН України).
91. Рустем Мамут оглу Аблятіфов, історик, доктор філософії з історії (Львівський національний університет імені Івана Франка). Військовий, загинув 24 вересня 2022 року в боях на Херсонщині.
92. Богдан Маркевич, викладач, асистент кафедри мови ЗМІ факультету журналістики (Львівський національний університет імені Івана Франка).
93. Анатолій Марченко, кандидат економічних наук. (Київський національний економічний університет). Загинув 4 квітня 2022 року на блокпості у Києві, перебуваючи у складі одного із столичних ДФТГ[9].
94. Дмитро Матвієнко, кандидат технічних наук, військовий, доцент (Черкаський державний технологічний університет). Загинув в артилерійському обстрілі на Донеччині.
95. Микола Мацик, доцент кафедри водіння бойових машин та автомобілів факультету бойового застосування військ (Львівська Академія сухопутних військ імені Петра Сагайдачного).
96. Михайло Мацелик, викладач (Ірпінський фаховий коледж економіки і права), командир танкового взводу. Загинув 29 вересня 2024 року в боях на Луганщині.
97. Ольга Минухіна, імунологиня, молодша наукова співробітниця лабораторії клінічної імунології та алергології (Інститут мікробіології та імунології імені Іллі Мечникова НАМН України).
98. Сергій Місевич, кандидат юридичних наук, військовий, викладач (Чернівецький національний університет імені Юрія Федьковича). Загинув у боях на Херсонщині.
99. Монастирський Денис Анатолійович, юрист, політик, міністр внутрішніх справ України, викладав у Хмельницькому університеті управління та права, кандидат юридичних наук[10]. Загинув 18 січня 2023 року внаслідок авіатрощі гвинтокрила ДСНС у Броварах Київської області.
100. Валерій Московець, кандидат соціологічних наук, соціолог, проректор (Харківський національний університет внутрішніх справ). Загинув під час російського обстрілу міста Дергачі на Харківщині.
101. Володимир Мукан, філолог, військовий, викладач (Київський національний університет імені Тараса Шевченка; раніше викладав в Університеті державної фіскальної служби України в Ірпені). Загинув у Бахмуті.
102. Костянтин М'ягкохліб, кандидат технічних наук, доцент (Харківський національний університет імені Василя Каразіна).
103. Артур Надоєв, молодший сержант, закінчив аспірантуру з права у 2021-му році (Харківський національний педагогічний університет імені Григорія Сковороди). Загинув 8 березня 2022 року біля села Великі Проходи на Харківщині.
104. Олександр Невгасимов, фізик, молодший науковий співробітник, інженер кафедри експериментальної фізики (Харківський національний університет імені Василя Каразіна).
105. Андрій Никифоренко, старший викладач кафедри історії та археології (Маріупольський державний університет). Загинув 20 березня 2022 року від авіаудару на шляху до колодязя.
106. Лілія Нікіфорова, викладачка кафедри хімії Національного технічного університету імені Юрія Кондратюка, пізніше працівниця Полтавського краєзнавчого музею. Загинула під час обстрілу Кременчука, провідуючи в госпіталі чоловіка-військового.
107. Галина Олексів, докторка філософії, викладачка кафедри народних інструментів (Львівська національна музична академія імені Миколи Лисенка). Загинула під час ракетного удару по Вінниці.
108. Назар Олещук, закінчив аспірантуру Інституту історії України НАНУ, потім жив у Польщі, де мав бізнес, але у 2023 році повернувся, щоб захищати Україну. Поліг 22 березня 2025 року, виконуючи бойове завдання на Донецькому напрямку[11].
109. Артур Омаров, військовий (Національний науковий центр «Харківський фізико-технічний інститут»).
110. Володимир Омельченко, хімік-технолог, викладач кафедри органічного синтезу та нанотехнологій (Харківський політехнічний інститут). Загинув 31 березня 2023 в бою у Бахмуті[12].
111. Євгеній Осієвський, антрополог, військовий (Центральноукраїнський державний університет імені Винниченка, Національний університет «Києво-Могилянська академія»). Загинув 22 травня 2023 року під Бахмутом.
112. Валерій Павлюк, кандидат наук з державного управління, військовий, доцент (Державний податковий університет). Загинув під Бахмутом.
113. Іван Пайда, аспірант (Ужгородський національний університет). Воїн Закарпатської окремої гірсько-штурмової 128-ї бригади, загинув під час контрнаступу на Херсонщині.
114. Михайло Паламарчук, аспірант (Київський університет імені Бориса Грінченка).
115. Андрій Пальоха, капітан, командир взводу вогневої підтримки, провідний інженер сектору впровадження технології виробництва пластмасових сцинтиляторів (Інститут сцинтиляційних матеріалів НАН України). Загинув 22 березня 2024 року під час артилерійського обстрілу під селом Терни на Донеччині.
116. Олександр Папп, отоларинголог, молодший науковий співробітник (Інститут отоларингології імені О. Коломійченка НАМН України). Загинув під час російського бомбардування госпіталю в зоні бойових дій.
117. Ваагн Парунакян, професор кафедри транспортних технологій підприємств (Приазовський державний технічний університет). Загинув у квітні 2022 року в окупованому Маріуполі, обставини смерті невідомі.
118. Максим Петренко, кандидат технічних наук, програміст, письменник, викладач, військовий, завідувач кафедри комп'ютерної інженерії (Університет «Україна»). Загинув 1 червня 2022 року в селі Студенок на Харківщині[13].
119. Дмитро Погода, історик, викладач (Національний авіаційний університет). Загинув у бою з окупантами.
120. Олександр Подвишенний, поет, науковець та військовий, капітан ЗСУ, випускник аспірантури (Національний університет «Острозька академія»). Загинув 30-го травня 2024 року у Кринках на Херсонщині.
121. Олександр Поліводський, юрист, кандидат юридичних наук, молодший сержант (Національний університет «Києво-Могилянська академія», Інститут держави й права імені Володимира Корецького НАН України). Загинув 19 квітня 2023 року в бою біля села Діброва на Луганщині.
122. Юрій Ревера, історик, археолог, фахівець із нумізматики, науковий співробітник Науково-дослідного центру «Рятівна археологічна служба» (Інститут археології Національної академії наук України), військовий. Загинув на Донеччині 27 серпня 2024 року.
123. Андрій Рибаков, імунолог, популяризатор науки, молодший сержант (випускник Національного медичного університету імені Олександра Богомольця). Про загибель Андрія на фронті повідомили 3 листопада 2024 року.
124. Дмитро Рибаков, кандидат історичних наук, журналіст, командир взводу в 47-ій механізованій бригаді «Магура». Загинув під час наступального бою 17 липня 2023 року на Мелітопольському напрямку.
125. Валерій Романовський, історик, кандидат історичних наук, військовий. У 2007—2020 рр. працював у Харківській державній академії культури, у 2020—2022 рр. працював у Харківській державній науковій бібліотеці імені Володимира Короленка. Помер після тяжкого поранення в боях на Куп'янському напрямку.
126. Володимир Россінський, кандидат технічних наук з технології водоочищення, військовий, старший лейтенант (Національний університет водного господарства та природокористування). Загинув у бою на Донецькому напрямку 28 травня 2024 року.
127. В'ячеслав Роянов, завідувач кафедри автоматизації та механізації зварювального виробництва (Приазовський державний технічний університет). Помер у березні 2022 року в бомбосховищі університету, був похований на території, а пізніше перепохований.
128. Арсеній Рябенький, військовий, доцент кафедри екологічного моніторингу та заповідної справи (Харківський національний університет імені Василя Каразіна). Після тяжкого поранення повернувся на фронт, де загинув у бою з російськими окупантами 11 серпня 2024 року.
129. Олександр Самченко, археолог (Звенигородка). Загинув біля Вугледару на Донеччині.
130. Андрій Свящук, кандидат філософських наук, військовий, доцент кафедри філософії та суспільних наук (№ 701) (Національний аерокосмічний університет імені Миколи Жуковського «Харківський авіаційний інститут»). Із 2014 року волонтерив для війська, а після повномасштабного вторгнення долучився до Збройних Сил як доброволець. Загинув 8 березня 2024 року.
131. Андрій Семенович, кандидат політичних наук, військовий, доцент (Національний університет «Острозька академія»). Був поранений, загинув під час евакуації поранених із Бахмута.
132. Костянтин Семчинський, кандидат філософських наук, військовий, доцент (Національний університет біоресурсів і природокористування України). Онук українського мовознавця Станіслава Семчинського. Загинув у Білопіллі на Сумщині.
133. Олександр Сірко, археолог (Житомир). З 2005 по 2008 р. — співробітник Інституту археології НАН України. Спеціалізувався на дослідженні давньоруської ювелірної техніки. З початку повномасштабного вторгнення пішов став стрільцем кулеметного взводу. Брав участь у боях за Бахмут. Загинув під час ракетного обстрілу м. Куп'янськ[14].
134. Микола Сильченко, кандидат технічних наук, військовий, викладач (Харківський національний автомобільно-дорожній університет). Загинув із побратимами біля села Студенок на Харківщині 7 квітня 2022 року від мінометного обстрілу.
135. Богдан Слющинський, доктор соціологічних наук, науковець, поет, завідувач кафедри політології, філософії та соціології (Маріупольський державний університет). Загинув у Маріуполі від влучання снаряда.
136. Олеся Сокур, докторка біологічних наук, ННЦ «Інститут біології та медицини». Загинула внаслідок атаки російських дронів на Київ 1 січня 2025 року у своїй квартирі в Печерському районі. Разом з нею загинув і її чоловік, доктор біологічних наук Ігор Зима[3].
137. Ігор Сподар, аспірант Інституту хімії та хімічних технологій (Національний університет «Львівська політехніка»).
138. Ганна Старостенко, докторка економічних наук, демографка, економістка, професорка кафедри економічної теорії (Національний університет державної податкової служби України, Київський національний економічний університет імені Вадима Гетьмана), заслужена діячка науки й техніки, членка-кореспондентка Інженерної академії України.
139. Олег Степанов, завідувач лабораторії літофізичних досліджень (Харківський національний університет імені Василя Каразіна), військовий, ветеран боїв під Іловайськом. Загинув у боях за Харків у червні 2022 року.
140. Вадим Стецюк, історик, військовий, доцент (Кам'янець-Подільський національний університет імені Івана Огієнка), науковий співробітник Кам'янець-Подільського державного історичного музею-заповідника.
141. Олександр Тарасенко, графік, мистецтвознавець, військовий, доцент (Полтавський національний педагогічний університет, Луганський національний університет). Загинув через поранення в боях під Охтиркою.
142. Андрій Тарасов, математик, аспірант (Київський національний університет імені Тараса Шевченка).
143. Олексій Титаренко, кандидат філософських наук, політичний аналітик, доцент, військовий, офіцер (у різний час викладав у: Національній академії внутрішніх справ України, Київському національному лінгвістичному університеті, Національному університеті «Києво-Могилянська академія», Національній академії державного управління при Президентові України). Загинув на Донеччині.
144. Володимир Третяк, ентомолог, військовий, викладач кафедри біології (Прикарпатський національний університет імені Василя Стефаника). Загинув під час російського ракетного удару по Яворівському полігону.
145. Володимир Федоров, фізик, військовий, науковий співробітник (Інститут фізики НАН України). Загинув 15 березня 2023 року в бою під Авдіївкою.
146. Олег Федотов, доктор біологічних наук, професор (Маріупольський державний університет, раніше Донецький національний університет). Помер у Маріуполі від серцевого нападу в середині березня 2022 року.
147. Андрій Филипчук, археолог, військовий (Історико-культурний заповідник «Давній Пліснеськ», Львів). Син археолога Михайла Филипчука. Загинув 2 лютого 2023 року біля Кремінної на Луганщині.
148. Сергій Фомін, кандидат сільськогосподарських наук, зоолог, військовий, доцент (Луганський національний університет до 2014 року).
149. Ганна Фурсова, докторка сільськогосподарських наук, професорка (Харківський національний аграрний університет). Загинула під час артилерійського обстрілу університету.
150. Андрій Хатунцев, кандидат технічних наук, інженер-математик. Загинув 31-го грудня 2024-го року на Запорізькому напрямку.
151. Валерій Хоружий, історик, краєзнавець (десять років викладав у Центральноукраїнському державному університеті).
152. Євген Храпко, бойовий медик, інструктор із тактичної медицини, інженер симуляційного центру медичного факультету  (Харківський національний університет імені Василя Каразіна). Загинув на бойовому завданні 11 червня 2022 року.
153. Євген Хриков, доктор педагогічних наук (Луганський національний університет імені Тараса Шевченка). Загинув 23 березня 2022 року — його розстріляли військові РФ під час здійснення огляду будинку за адресою: м. Ірпінь, вул. Давидчука, 15[15].
154. Роман Цюцяк, військовий, випускник аспірантури кафедри історії слов'ян (Прикарпатський національний університет імені Василя Стефаника). Воїн 5-ї окремої штурмової бригади, загинув 8 травня 2023 у бою з під Бахмутом.
155. Сергій Чередник, доброволець, військовий Національної гвардії України, провідний інженер, фахівець у галузі ядерної електроніки і фізики пучків заряджених частинок (Інститут ядерних досліджень НАН України). Загинув 28 травня 2024 року під час виконання бойового завдання біля села Георгіївка Донецької області.
156. Владислава Черних, військова, операторка БПЛА, бойова медикиня, аспірантка (Національний фармацевтичний університет). Донька академіка НАНУ Валентина Черних. Загинула під Бахмутом.
157. Юрій Чопик, кандидат педагогічних наук, філолог-латиніст, військовий, офіцер (Івано-Франківський національний медичний університет). Загинув у боях на півдні України.
158. Біжан Шаропов, кандидат біологічних наук, біотехнолог, популяризатор науки, військовий (Інститут фізіології імені Олександра Богомольця НАН України). Герой України (посмертно). Загинув у бою на Харківщині.
159. Людмила Шевцова, докторка біологічних наук, гідробіологиня (Національний університет «Києво-Могилянська академія»). Жила у багатоповерхівці на Солом'янці, у Києві, в який влучили уламки російської ракети. Вона померла дорогою до лікарні у кареті швидкої допомоги[16].
160. Юлія Шевченко, військова, працівниця НАЗК, аспірантка кафедри кримінального права (Національний юридичний університет імені Ярослава Мудрого). Служила заступником командира з морально-психологічного забезпечення 47-ї окремої механізованої бригади. Загинула 31 липня 2023 року в м. Оріхові на Запоріжжі[17][18].
161. Максим Штатський, історик, дослідник історії менонітів, старший науковий співробітник (Національний заповідник «Хортиця»). Воїн 79-ї окремої десантно-штурмової бригади ЗСУ.
162. Руслан Шуліпа, фізик, військовий (Інститут прикладної фізики НАН України). Загинув 30 грудня 2023 року під час артобстрілу на Харківському напрямку, виконуючи бойове завдання[19].

## Науковці, які загинули в період АТО під час гібридного етапу російсько-української війни на сході України та Криму (2014—2022)
1. Андрій Єременко, науковий співробітник факультету електроніки (Національний технічний університет України «Київський політехнічний інститут імені Ігоря Сікорського»)
2. Микола Карнаухов, кандидат технічних наук, військовий, офіцер, викладач, доцент (Національний університет водного господарства та природокористування). Воював у Дебальцево, загинув у боях біля Чорнухино.
3. Павло Левчук, кандидат політичних наук, політолог, викладач (Дніпропетровський національний університет імені Олеся Гончара)
4. Мирослав Мисла, історик
5. Володимир Труш, філолог, військовий, старший викладач (Львівський національний університет імені Івана Франка).